# Lubunca
Lubunca, ook wel gespeld als labunca of labunyaca, is een soort jargon dat door sekswerkers en lhbt'ers in Turkije wordt gebruikt. De term is afkomstig van de wortel lubni, dat in Romani 'prostituee' betekent. Lubunca is dan ook verwant aan het de taal van de Roma. Daarnaast bevat het woorden uit andere talen, waaronder het Arabisch, Armeens, Frans en Grieks.
In de 17e en 18e eeuw werd Lubunca al gebruikt door köçekler, in het Ottomaanse Rijk tot slaaf gemaakte jongens die werden uitgebuit als buikdanser en prostitué. Later werd het overgenomen en verder ontwikkeld door travestieten. Desalniettemin is Lubunca een argot van slechts circa vierhonderd woorden.
Men neemt aan dat Lubunca is ontwikkeld om in het geheim te kunnen communiceren om daarmee vervolging te voorkomen. 
Enkele voorbeelden van termen uit het Lubunca (met daarnaast de Turkse en Nederlandse vertaling ervan) zijn: albuş (öpücük; 'kus'), butbare (büyük penis; 'grote penis'), cici (meni; 'sperma'), kevaşe (orospu of fahişe; 'hoer'), koli (seks; 'seks'), lapuş (dudaklar, ağız of öpmek; 'lippen'), nakka (edilgen erkek; 'passieve man'), piiz (içmek; 'drankje'), putka (vajina; 'vagina') en şukar (yakışıklı erkek; 'knappe man').